# Vitalis Djebarus
Vitalis Djebarus SVD (ur. 26 lutego 1929 w Wangkung, zm. 22 września 1998) – indonezyjski duchowny katolicki, biskup diecezjalny Ruteng 1973–1980 i Denpasar 1980–1998.

## Życiorys
Święcenia kapłańskie otrzymał 14 stycznia 1959.
17 marca 1973 papież Paweł VI mianował go biskupem diecezjalnym Ruteng. 5 maja 1973 z rąk arcybiskupa Josepha Meesa przyjął sakrę biskupią. 4 września 1980 papież Jan Paweł II mianował go biskupem diecezjalnym Denpasar. Funkcję sprawował aż do swojej śmierci.
Zmarł 22 września 1998.